# Fale mózgowe

Sekundowy zapis EEG

Fale mózgowe (patrz. też EEG) – cykle aktywności bioelektrycznej mózgu, rejestrowane za pomocą aparatury elektroencefalograficznej. Charakterystycznym częstotliwościom fal mózgowych, oznaczanym za pomocą nazw liter alfabetu greckiego odpowiadają w dużym stopniu stany świadomości człowieka.

## Fale alfa

Fale alfa

Od 8 do 12 Hz, zmienna amplituda – spoczynkowy, charakterystyczny dla stanu relaksu, odprężenia, gdy leżymy z zamkniętymi oczami, przed zaśnięciem i rano po przebudzeniu. Wykorzystywany w technikach szybkiego uczenia się.

## Fale beta

Fale beta

Od 13 do ok. 28 Hz, mała amplituda, zdesynchronizowane – rytm gotowości, charakteryzuje szczególnie zwykłą codzienną aktywność, percepcję zmysłową i pracę umysłową, specyficzna aktywność beta towarzyszy również stanom po zażyciu niektórych leków, szczególnie benzodiazepin.

## Fale gamma

Fale gamma

Osobny artykuł: Fale gamma
Powyżej 30 Hz, do 80–100 Hz, rytm gamma towarzyszy działaniu i funkcjom motorycznym. Ośrodki mózgowe biorące udział w wyobrażaniu ruchu komunikują się ze sobą na częstotliwości 40 Hz w określonej kolejności, a potem dopiero pojawia się "błysk" aktywności gamma w ośrodku mózgowym zawiadującym wykonaniem ruchu.

## Fale delta

Fale delta

Od ok. 0,5 do 3 Hz, wysoka amplituda – występują w stanie najgłębszego snu, podczas głębokiej medytacji, także u małych dzieci i w przypadku pewnego rodzaju uszkodzeń mózgu (np. lezji).

## Fale theta

Fale theta

Zakres o częstotliwości 4–7 Hz. Fale theta są najczęściej występującymi falami mózgowymi podczas medytacji, transu, hipnozy, intensywnego marzenia, intensywnych emocji. Dla tej częstotliwości tok myśli staje się niespójny i zanikają związki logiczne, co wyraźnie widać na przykładzie myślenia w czasie marzeń sennych.